# 김양 (금융인)
김양(金揚, 1953년 2월 24일 ~ )은 제27대 국가보훈처 처장을 지낸 대한민국의 전직 금융 기업인이었다. 본관은 안동(安東)이다.

## 주요 이력

### 학력
- 1975년 2월 : 연세대학교 정치외교학 학사
- 1980년 8월 : 연세대학교 행정대학원 행정학 석사 (외무행정학 전공)
- 1982년 8월 : 조지 워싱턴 대학교 대학원 정치학 석사 (국제관계학 전공)

### 경력
- 씨티은행 서울지점 부장
- 컴퓨터코리아 부사장
- 프랑스 국영 우주항공방산 한국대표
- DKI 대표이사 사장
- EBT 네트웍스 대표이사 사장
- 유아원엔터테인먼트 대표이사
- 2004년 3월 ~ 2004년 4월 대한민국 제17대 국회의원 선거 열린우리당 양심건국위원회 단장
- 2004년 3월 ~ 2004년 4월 제17대 국회의원 선거 열린우리당 비례대표 국회의원 후보 (33번, 낙선)
- 2005년 8월 9일 ~ 2008년 3월 7일 : 중국 상하이 대한민국 총영사관 총영사
- 2008년 3월 8일 ~ 2011년 2월 23일 : 국가보훈처 처장
- 2011년 3월 20일 ~ 2012년 3월 30일 : 창조한국당 당무위원 겸 보훈행정위원
- 2012년 6월 : 이베스트투자증권 감사위원
- 2013년 2월 ~ 2013년 8월 : 대한민국 국방대 객원교수
- 이트레이드증권 감사위원
- 이베스트투자증권 감사위원

## 역대 선거 결과
| 실시년도 | 선거   | 대수 | 직책     | 선거구   | 정당       | 득표수       | 득표율          | 순위          | 당락 | 비고      |
| -------- | ------ | ---- | -------- | -------- | ---------- | ------------ | --------------- | ------------- | ---- | --------- |
| 2004년   | 총선   | 17대 | 국회의원 | 비례대표 | 열린우리당 | 8,145,824 표 | \| \| 38.26% \| | 비례대표 33번 | 낙선 | 승계 불능 |
|          | 38.26% |      |          |          |            |              |                 |               |      |           |

## 가족 관계
경상북도 대구에서 출생하였고 서울에서 성장한 그는 백범 김구의 손자이며, 공군참모총장·건설교통부 장관·유신정우회 국회의원과 중화민국 타이완 주재 대한민국 대사 등을 지낸 김신의 둘째 아들이고, 김진의 동생이기도 하다. 본관은 안동(安東)이다.
- 현조부 : 김영원
- 외고조부 : 곽양식
- 고조부 : 김만묵 (????~1888년 4월)
- 고조모 : 장씨 (????~1876년 8월 29일)
- 증조부 : 김순영 (金淳永, 1852년~ 1901년 2월)
- 증조모 : 곽낙원 (郭樂園, 1859년 2월 26일 ~ 1939년 4월 26일)
- 할아버지 : 김구(金九, 1876년 8월 29일 ~ 1949년 6월 26일)
- 할머니 : 최준례(崔遵禮, 1889년 3월 19일 ~ 1924년 1월 1일)
  - 백부 : 김인(金仁, 1917년 11월 12일 ~ 1945년 3월 29일)
  - 백모: 안미생(安美生, 1914년 ~ 2008년)
    - 사촌누나: 김효자(金孝子, 1943년 ~ )
- 아버지 : 김신(金信, 1922년 9월 21일 ~ 2016년 5월 19일)
- 어머니 : 임윤연(林胤嬿, 아명(兒名): 林胤燕, 1929년 ~ 1971년 11월 11일, 위암으로 사망)
  - 형: 김진(金振, 1949년 10월 30일 ~ ,前 대한주택공사 사장)
  - 남동생: 김휘(金揮, 1955년 ~ , 나라기획 이사장 역임)
  - 누이동생: 김미(金美, 김호연 빙그레 회장의 아내)
- 아내 : 이정희(李貞姬, 1959년 ~ )
  - 딸 : 김현 (金賢, (1984년 ~ )
  - 아들 : 김용만(金容萬, (1986년 8월 14일 ~ ) - 제22대 국회의원
- 사돈 : 김승연(金升淵, 1952년 2월 7일 ~ ), 한화 그룹 회장
- 손녀: 김수민(2015~ )
- 손주: 김병민(2017~ )

## 상훈
- 2014년 대한민국 병역명문가 특별상
- 2010년 프랑스 레지옹 도뇌르 훈장

## 같이 보기
- 김구 · 김신 · 김진 · 김승연 · 김호연 · 안미생 · 대한민국 병역명문가

| 전임 김정복 | 제27대 국가보훈처장 2008년 2월 29일~2011년 2월 23일 | 후임 박승춘 |